# Gmina Kuryłówka
Die Gmina Kuryłówka ist eine Landgemeinde im Powiat Leżajski der Woiwodschaft Karpatenvorland in Polen. Ihr Sitz ist das gleichnamige Dorf mit etwa 1700 Einwohnern.

## Gliederung
Zur Landgemeinde (gmina wiejska) Kuryłówka gehören folgende Dörfer mit einem Schulzenamt:
Brzyska Wola
Dąbrowica
Jastrzębiec
Kolonia Polska
Kulno
Kuryłówka
Ożanna
Słoboda
Tarnawiec (Dornbach)
Wólka Łamana

## Geschichte
Zwischen 1945 und 1954 bestand schon einmal die Gmina Kuryłówka sie wurde mit der Gebietsreform 1954 aufgelöst und am 1. Januar 1973 wieder reaktiviert.

## Söhne und Töchter der Gemeinde
- Janusz Dolny (1927–2008), Pianist und Musikpädagoge
- Jan Błoński (1949–2020), Sportfunktionär im Rodelsport